# Robert Lynn Asprin

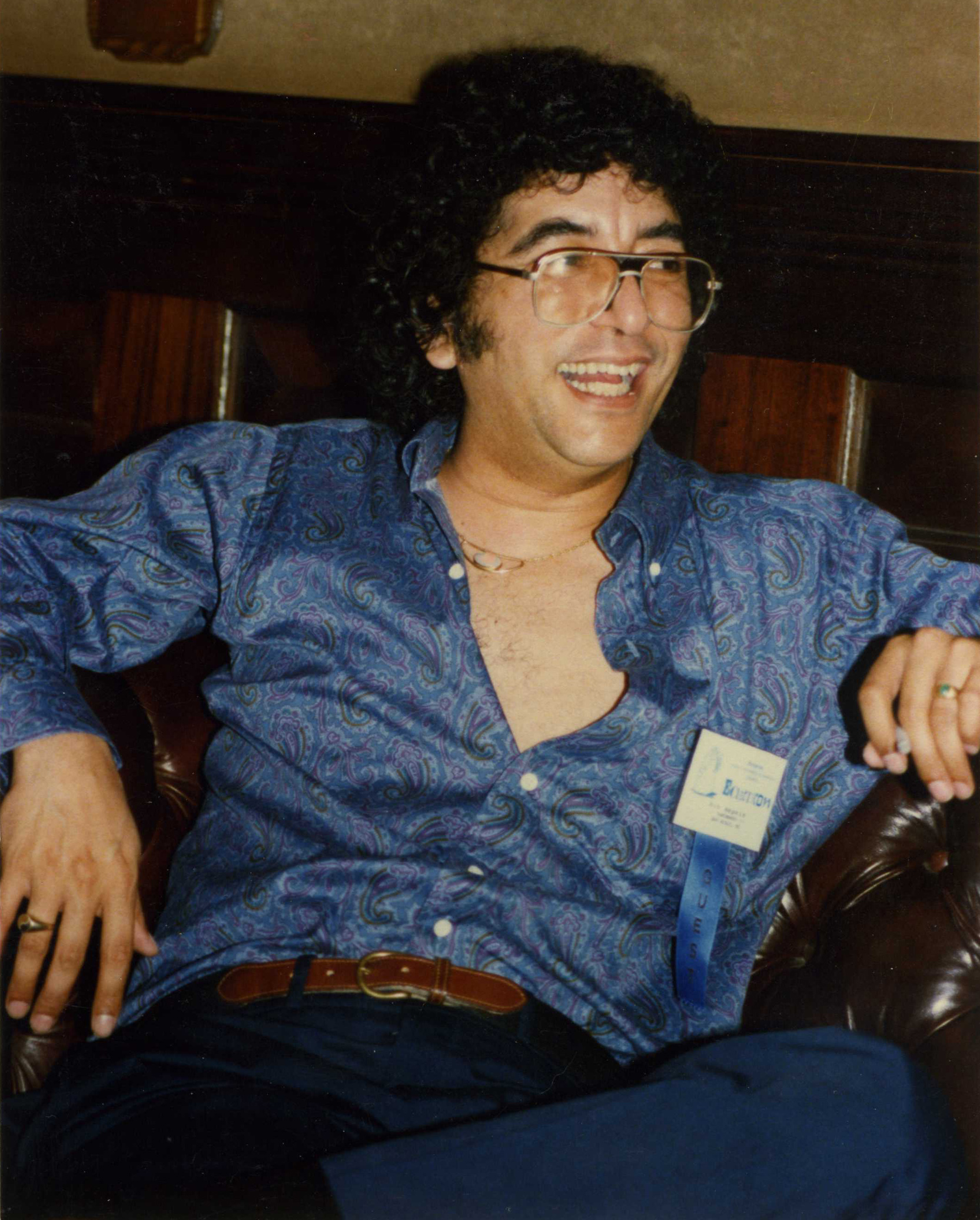
Robert Asprin (1993)

Robert Lynn Asprin (* 28. Juni 1946 in St. Johns, Michigan; † 22. Mai 2008 in New Orleans) war ein US-amerikanischer Schriftsteller.

## Leben
Asprin war das erste in Amerika geborene Kind von Einwanderern aus Irland und den Philippinen. Er wuchs in Ann Arbor auf und studierte an der Universität Michigan. Asprin diente in der US Army und arbeitete ab 1967 als Buchhalter in einer Xerox-Filiale. 1978 entschloss er sich, das Schreiben zu seinem Hauptberuf zu machen.
Zu diesem Zeitpunkt hatte er mit seinem ersten SF-Roman The Cold Cash War (1977) und mit Another Fine Myth (1978), dem Auftakt einer erfolgreichen humorvollen Fantasy-Serie, erste Erfahrungen gesammelt. Asprin verfasste in den 1980er-Jahren mit der „MYTH-Serie“ (in der deutschen Übersetzung „Dämon-Serie“) mehrere Bestseller, die sich ironisch mit den üblichen Heldengeschichten in anderen Fantasy-Epen auseinandersetzten. Hauptperson der Myth-Serie ist der Magier Skeeve, der sich – konträr zu gewöhnlicher Fantasy – als alles andere als kompetent erweist und immer wieder auf die Hilfe des Dämonen Aahz angewiesen ist.
Zusammen mit seiner damaligen Frau Lynn Abbey hat Asprin auch die „Diebeswelt-Serie“ konzipiert. Dabei handelt es sich um eine Shared-World-Reihe, bei der verschiedene Autoren Geschichten in ein und derselben Fantasy-Welt erzählen. Asprin hat diese Anthologie-Reihe herausgegeben. Zu den prominenten Mitautoren gehören unter anderem Poul Anderson, C. J. Cherryh, Marion Zimmer Bradley, Janet Morris und A. E. van Vogt.
Später schrieb Asprin eine Serie von sechs ironischen Science-Fiction-Romanen unter dem Oberbegriff der „Chaos-Kompanie“ (im Original Phule's Series, teilweise mit Peter Heck als Co-Autor).
Asprin litt an teilweise mehrjährigen Schreibblockaden, die meist nur von Büchern unterbrochen wurden, in denen er allenfalls als Co-Autor auftrat, vermutlich jedoch wenig zum Inhalt beigetragen hat. Besonders die weitreichenden Spekulationen über die Ursachen dieser Schreibblockade – Verträge mit einem Verlag, der in Konkurs ging, Probleme mit der US-amerikanischen Steuerbehörde oder starke psychische Probleme – heizten die Diskussion um mögliche neue Bücher immer wieder an.
Asprin war zweimal verheiratet und Vater zweier Kinder. Er lebte bis zu seinem Tod im French Quarter von New Orleans, Louisiana.

## Auszeichnungen
- 1982 Balrog Award für Shadows of Sanctuary als beste Anthologie

0000 Locus Award für Shadows of Sanctuary als beste Anthologie
- 1983 Balrog Award für Storm Season als beste Anthologie
- 2015 Phoenix Award

## Bibliografie

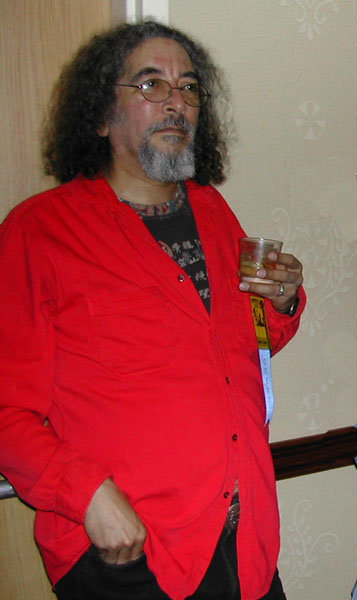
Robert Asprin (2006)

### Serien und Zyklen
Die Serien sind nach dem Erscheinungsjahr des ersten Teils geordnet.
Myth Adventures / Dämonenreihe
- 1 Another Fine Myth (1978)
  - Deutsch: Ein Dämon zuviel. Übersetzt von Sylvia Pukallus. Bastei Lübbe Fantasy #20016, 1980, ISBN 3-404-01450-2.
- 2 Myth Conceptions (1981)
  - Deutsch: Drachenfutter. Übersetzt von Sylvia Pukallus. Bastei Lübbe Fantasy #20049, 1983, ISBN 3-404-20049-7.
- 3 Myth Directions (1982)
  - Deutsch: Ein Dämon auf Abwegen. Übersetzt von Ralph Tegtmeier. Bastei Lübbe Fantasy #20084, 1986, ISBN 3-404-20084-5.
- 4 Hit or Myth (1983)
  - Deutsch: Ein Dämon kommt selten allein. Übersetzt von Ralph Tegtmeier. Bastei Lübbe Fantasy #20085, 1986, ISBN 3-404-20085-3.
- 5 Myth-ing Persons (1984)
  - Deutsch: Ein Dämon macht noch keinen Sommer. Übersetzt von Ralph Tegtmeier. Bastei Lübbe Fantasy #20086, 1986, ISBN 3-404-20086-1.
- 6 Little Myth Marker (1985)
  - Deutsch: Ein Dämon mit beschränkter Haftung. Übersetzt von Ralph Tegtmeier. Bastei Lübbe Fantasy #20110, 1988, ISBN 3-404-20110-8.
- 7 M.Y.T.H. Inc. Link (1986)
  - Deutsch: Ein Dämon für alle Fälle. Übersetzt von Ralph Tegtmeier. Bastei Lübbe Fantasy #20137, 1990, ISBN 3-404-20137-X.
- 8 Myth-Nomers and Im-pervections (1987)
  - Deutsch: Ein Dämon dreht durch. Übersetzt von Ralph Tegtmeier. Bastei Lübbe Fantasy #20144, 1990, ISBN 3-404-20144-2.
- 9 M.Y.T.H. Inc. in Action (1990)
  - Deutsch: Ein Dämon auf Achse. Übersetzt von Ralph Tegtmeier. Bastei Lübbe Fantasy #20198, 1993, ISBN 3-404-20198-1.
- 10 Sweet Myth-tery of Life (1994)
  - Deutsch: Ein Dämon wollte Hochzeit machen. Übersetzt von Ralph Tegtmeier. Bastei Lübbe Fantasy #20251, 1995, ISBN 3-404-20251-1.
- 11 Myth-ion Improbable (2001)
  - Deutsch: Ein Dämon lässt die Kühe fliegen. Übersetzt von Frauke Meier. Bastei Lübbe Fantasy #20490, 2004, ISBN 3-404-20490-5.
- 12 Something M.Y.T.H. Inc. (2002)
  - Deutsch: Den Letzten beißen die Dämonen. Übersetzt von Frauke Meier. Bastei Lübbe Fantasy #20499, 2004, ISBN 3-404-20499-9.
- 13 Myth-Told Tales (2003; mit Jody Lynn Nye)
  - Deutsch: Ein Dämon macht Geschichten. Übersetzt von Frauke Meier. Bastei Lübbe Science Fiction & Fantasy #20539, 2006, ISBN 3-404-20539-1.
- 14 Myth-Alliances (2003; mit Jody Lynn Nye)
  - Deutsch: Ein Dämon schafft noch keine Ordnung. Übersetzt von Frauke Meier. Bastei Lübbe Fantasy #20523, 2005, ISBN 3-404-20523-5.
- 15 Myth-Taken Identity (2004; mit Jody Lynn Nye)
  - Deutsch: Als Dämon brauchst du nie Kredit. Übersetzt von Frauke Meier. Bastei Lübbe Science Fiction & Fantasy #20559, 2007, ISBN 978-3-404-20559-2.
- 16 Class Dis-Mythed (2005; mit Jody Lynn Nye)
  - Deutsch: Ein Dämon muss die Schulbank drücken. Übersetzt von Frauke Meier. Bastei Lübbe Science Fiction & Fantasy #20586, 2008, ISBN 978-3-404-20586-8.
- 17 Myth-Gotten Gains (2006; mit Jody Lynn Nye)
  - Deutsch: Des Dämons fette Beute. Übersetzt von Winfried Czech. Bastei Lübbe Science Fiction & Fantasy #20592, 2008, ISBN 978-3-404-20592-9.
- 18 Myth-Chief (2008; mit Jody Lynn Nye)
- 19 Myth-Fortunes (2008; mit Jody Lynn Nye)

Kurzgeschichten:
- Myth Calculations (2003, in: Jody Lynn Nye und Robert Asprin: Myth-Told Tales; auch: Myth-Calculations, 2007; mit Jody Lynn Nye)
  - Deutsch: Eine dämonische Fehlkalkulation. In: Jody Lynn Nye und Robert Asprin: Ein Dämon macht Geschichten. Bastei Lübbe Science Fiction & Fantasy #20539, 2006, ISBN 3-404-20539-1.
- Myth Congeniality (2003, in: Jody Lynn Nye und Robert Asprin: Myth-Told Tales; mit Jody Lynn Nye)
  - Deutsch: Eine dämonische Kongenialität. In: Jody Lynn Nye und Robert Asprin: Ein Dämon macht Geschichten. Bastei Lübbe Science Fiction & Fantasy #20539, 2006, ISBN 3-404-20539-1.
- Myth-ter Right (2003, in: Jody Lynn Nye und Robert Asprin: Myth-Told Tales; mit Jody Lynn Nye)
  - Deutsch: Eine dämonisch gute Partie. In: Jody Lynn Nye und Robert Asprin: Ein Dämon macht Geschichten. Bastei Lübbe Science Fiction & Fantasy #20539, 2006, ISBN 3-404-20539-1.
- Mything in Dreamland (2004, in: Brian M. Thomsen und Bill Fawcett (Hrsg.): Masters of Fantasy; mit Jody Lynn Nye)
- Myth-Adventurers (2007, in: Jody Lynn Nye und Robert Asprin: Myth-Told Tales)
- Myth-Trained (2007, in: Jody Lynn Nye und Robert Asprin: Myth-Told Tales)

Englische Sammelausgaben:
- Another Fine Myth / Myth Conceptions / Myth Directions (Sammelausgabe von 1–3; 1982)
- Myth Adventures (Sammelausgabe von 1–4; 1984)
- Myth Alliances (Sammelausgabe von 5–7; 1987)
- The Myth-ing Omnibus (Sammelausgabe von 1–3; 1992)
- The Second Myth-ing Omnibus (Sammelausgabe von 4–6; 1992)
- Myth Adventures One (Sammelausgabe von 1–2; 2001)
- Another Fine Myth / Myth Conceptions (Sammelausgabe von 1 und 2; 2002)
- M.Y.T.H. Inc. in Action/Sweet Myth-Tery of Life (Sammelausgabe von 9 und 10; 2002)
- M.Y.T.H. Inc. Link / Myth-Nomers and Im-Pervections (Sammelausgabe von 7 und 8; 2002)
- Myth Directions / Hit or Myth (Sammelausgabe von 3 und 4; 2002)
- Myth-Ing Persons / Little Myth Marker (Sammelausgabe von 5 und 6; 2002)
- Robert Asprin’s Myth Adventures Volume 1 (Sammelausgabe von 1–6; 2006)
- Robert Asprin’s Myth Adventures Volume 2 (Sammelausgabe von 7–12; 2007)
- Myth-Ion Improbable and Something M.Y.T.H. Inc. (Sammelausgabe von 11 und 12; 2015)

Deutsche Sammelausgaben:
- Dämonen-Futter : 2 Romane in einem Band. Übersetzt von Sylvia Pukallus. Bastei-Verlag Lübbe (Bastei-Lübbe-Taschenbuch #20109), Bergisch Gladbach 1988, ISBN 3-404-20109-4 (Sammelausgabe von 1 und 2).
- Dämonenhatz : Drei Romane in einem Band. Übersetzt von Sylvia Pukallus. Bastei Lübbe, Bergisch Gladbach 2004, ISBN 3-404-20489-1 (Sammelausgabe von 1–3).
- Dämonentanz : Drei Romane in einem Band. Übersetzt von Ralph Tegtmeier. Bastei Lübbe, Bergisch Gladbach 2005, ISBN 3-404-20504-9 (Sammelausgabe von 4–6).
- Dämonenwirbel : Drei Romane in einem Band. Originalzusammenstellung. Übersetzt von Ralph Tegtmeier. Bastei Lübbe, Bergisch Gladbach 2005, ISBN 3-404-20514-6  (Sammelausgabe von 7–9).

Myth Adventures Graphic Novels (mit Phil Foglio):
- Myth Adventures One (1985)
- Myth Adventures Two (1987)
- Myth Adventures: An Illustrated Fantasy Adventure (2007)

Thieves’ World / Freistatt-Zyklus
- 1 Thieves’ World (1979)
- 2 Tales from the Vulgar Unicorn (1980)
- 3 Shadows of Sanctuary (1981)
- 4 Storm Season (1982)
- 5 The Face of Chaos (1983; mit Lynn Abbey)
- 6 Wings of Omen (1984; mit Lynn Abbey)
- 7 The Dead of Winter (1985; mit Lynn Abbey)
- 8 Soul of the City (1986; mit Lynn Abbey)
- 9 Blood Ties (1986; mit Lynn Abbey)
- 10 Aftermath (1987; mit Lynn Abbey)
- 11 Uneasy Alliances (1988; mit Lynn Abbey)
- 12 Stealers’ Sky (1989; mit Lynn Abbey)

Deutsche Anthologien (mit Lynn Abbey):
- Die Diebe von Freistatt. Bastei Lübbe Fantasy #20089, 1986, ISBN 3-404-20089-6.
- Der blaue Stern. Bastei Lübbe Fantasy #20091, 1987, ISBN 3-404-20091-8.
- Zum wilden Einhorn. Bastei Lübbe Fantasy #20093, 1987, ISBN 3-404-20093-4.
- Die Rache der Wache. Bastei Lübbe Fantasy #20095, 1987, ISBN 3-404-20095-0.
- Die Götter von Freistatt. Bastei Lübbe Fantasy #20098, 1987, ISBN 3-404-20098-5.
- Verrat in Freistatt. Übersetzt von Lore Straßl. Bastei Lübbe Fantasy #20101, 1987, ISBN 3-404-20101-9.
- Der Krieg der Diebe. Übersetzt von Lore Straßl and Susi Grixa. Bastei Lübbe Fantasy #20107, 1988, ISBN 3-404-20107-8.
- Hexennacht. Bastei Lübbe Fantasy #20113, 1988, ISBN 3-404-20113-2.
- Sturm über Freistatt. Bastei Lübbe Fantasy #20122, 1989, ISBN 3-404-20122-1.
- Armeen der Nacht. Bastei Lübbe Fantasy #20140, 1990, ISBN 3-404-20140-X.
- Die Farbe des Zaubers. Bastei Lübbe Fantasy #20149, 1990, ISBN 3-404-20149-3.
- Die Säulen des Feuers. Bastei Lübbe Fantasy #20155, 1991, ISBN 3-404-20155-8.
- Die Herrin der Flammen. Bastei Lübbe Fantasy #20167, 1991, ISBN 3-404-20167-1.
- Der Bann der Magie. Bastei Lübbe Fantasy #20179, 1992, ISBN 3-404-20179-5.
- Im Herzen des Lichts. Bastei Lübbe Fantasy #20192, 1992, ISBN 3-404-20192-2.
- Die Macht der Könige. Bastei Lübbe Fantasy #20206, 1993, ISBN 3-404-20206-6.
- Das Versprechen des Himmels. Bastei Lübbe Fantasy #20219, 1993, ISBN 3-404-20219-8.
- Abschied von Freistatt. Bastei Lübbe Fantasy #20229, 1994, ISBN 3-404-20229-5.

Thieves’ World Graphics (mit Lynn Abbey):
- 1 Thieves’ World Graphics (1986)
- 2 Thieves’ World Graphics 2 (1986)
- 3 Thieves’ World Graphics 3 (1986)
- 4 Thieves’ World Graphics 4 (1987)
- 5 Thieves’ World Graphics 5 (1987)
- 6 Thieves’ World Graphics 6 (1987)

Thieves’ World Omnibus:
- 1 Sanctuary (Sammelausgabe von 1–3; 1982; auch: Thieves’ World Collection Volume One, 2020)
- 2 Cross-Currents (Sammelausgabe von 4–6; 1984; auch: Thieves’ World Collection Volume Two, 2020; mit Lynn Abbey)
- 3 The Shattered Sphere (Sammelausgabe von 7–9; 1986; mit Lynn Abbey)
- 4 The Price of Victory (Sammelausgabe von 10–12; 1990; mit Lynn Abbey)

Weitere Sammelausgaben:
- Thieves’ World (Sammelausgabe von 1–6; 1979)
- Thieves’ World: First Blood (Sammelausgabe von 1 und 2; 2003; mit Lynn Abbey)

Duncan and Mallory (Kurzromane)
- Duncan and Mallory (1986)
- Duncan and Mallory: The Bar-None Ranch (1987)
- Duncan and Mallory: The Raiders (1988)

The Adventures of Duncan and Mallory (postume Fortsetzung mit Mel White und Selina Rosen):
- 1 The Beginning (2013)

Elfquest – Blood of Ten Chiefs (Anthologien, mit Lynn Abbey und Richard Pini)
- 1 The Blood of Ten Chiefs (1986)
- 2 Wolfsong (1988)
- Lessons in Passing (Kurzgeschichte, 1986, in: Robert Asprin, Lynn Abbey und Richard Pini: The Blood of Ten Chiefs)

Phule’s Company / Chaos-Kompanie
- 1 Phule’s Company (ISBN 0-441-66251-X, Ace Books 1990)
  - Deutsch: Die Chaos-Kompanie. Übersetzt von C. T. Bauer. Bastei Lübbe Science Fiction Abenteuer #23114, 1991, ISBN 3-404-23114-7.
- 2 Phule’s Paradise (ISBN 0-441-66253-6, Ace Books 1992)
  - Deutsch: Das Chaos-Casino. Übersetzt von Ralph Tegtmeier. Bastei Lübbe Science Fiction Abenteuer #23132, 1992, ISBN 3-404-23132-5.
- 3 A Phule and His Money (1999; mit Peter Heck)
  - Deutsch: Viel Rummel um Nichts. Übersetzt von Ruggero Leò. Bastei Lübbe Science Fiction #23238, 2001, ISBN 3-404-23238-0.
- 4 Phule Me Twice (ISBN 0-441-00791-0, Ace Books 2017; mit Peter J. Heck)
- 5 No Phule Like an Old Phule (ISBN 0-441-01152-7, Ace Books 2017; mit Peter J. Heck)
- 6 Phule’s Errand (ISBN 0-441-01423-2, Ace Books 2006; mit Peter J. Heck)

Time Scout (mit Linda Evans)
- 1 Time Scout (ISBN 0-671-87698-8, Baen Books 1995)
  - Deutsch: Time-Scout: Science-fiction-Roman. Übersetzt von Frauke Meier. Bastei-Verlag Lübbe (Bastei-Lübbe-Taschenbuch #24221), Bergisch Gladbach 1997, ISBN 3-404-24221-1.
- 2 Wagers of Sin (ISBN 0-671-87730-5, Baen Books 1996)
- 3 Ripping Time (2000)
- 4 The House That Jack Built (2001)
- Tales of the Time Scouts (Sammelausgabe von 1 und 2; 2015)
- Tales of the Time Scouts 2 (Sammelausgabe von 3 und 4; 2016)

Wartorn (mit Eric Del Carlo)
- 1 Resurrection (2005)
- 2 Obliteration (2006)

Griffen McCandles
- 1 Dragons Wild (2008)
- 2 Dragons Luck (2009)
- 3 Dragons Deal (2010; mit Jody Lynn Nye)
- NO Quarter (2009; mit Eric Del Carlo und Teresa Patterson)

### Romane
- The Cold Cash War (1977)
  - Deutsch: Der Weltkrieg-Konzern. Übersetzt von Ekkehart Reinke. Bastei Lübbe Science Fiction Bestseller #22008, 1979, ISBN 3-404-01240-2.
- The Bug Wars (1979)
  - Deutsch: Die Käfer-Kriege. Ins Deutsche übrtr. von Petra Betzer. Übersetzt von Petra Betzer. Bastei Lübbe Science Fiction Bestseller #22027, 1980, ISBN 3-404-22027-7.
- Tambu (1979)
  - Deutsch: Tambu. Übersetzt von Dirk van den Boom. Atlantis (Allgemeine Reihe #112), 2009, ISBN 978-3-941258-12-9.
- Mirror Friend, Mirror Foe (1979; mit George Takei)
- Cold Cash Warrior (Combat Command #9, 1989; mit Bill Fawcett)
- Catwoman (1992; auch: Catwoman: Tiger Hunt, 1993; mit Lynn Abbey)
- License Invoked (2001; mit Jody Lynn Nye)
- For King & Country (2002; mit Linda Evans)
- E.godz (2003; mit Esther M. Friesner)

### Sammlungen
- The Asprin Wars (2004)
- Three Faces of Asprin (3 Romane; 2016)
- Myth-Interpretations: The Worlds of Robert Asprin (2010)
- Robert Asprin’s Myth Series

### Kurzgeschichten
1977
- Cold Cash War (in: Analog Science Fiction/Science Fact, August 1977)

1979
- Introduction (Thieves’ World) (1979, in: Robert Asprin: Thieves’ World)
  - Deutsch: Einleitung (Die Diebe von Freistatt). In: Robert Asprin: Die Diebe von Freistatt. Bastei Lübbe Fantasy #20089, 1986, ISBN 3-404-20089-6.
- The Price of Doing Business (1979, in: Robert Asprin: Thieves’ World)
  - Deutsch: Der Preis für zweifelhafte Geschäfte. In: Robert Asprin: Der blaue Stern. Bastei Lübbe Fantasy #20091, 1987, ISBN 3-404-20091-8.

1980
- The Lighter Side of Sanctuary (1980)
  - Deutsch: Die andere Seite von Freistatt. In: Robert Asprin: Zum wilden Einhorn. Bastei Lübbe Fantasy #20093, 1987, ISBN 3-404-20093-4.
- To Guard the Guardians (1980, in: Robert Asprin: Tales from the Vulgar Unicorn)
  - Deutsch: Die Rache der Wache. In: Robert Asprin: Die Rache der Wache. Bastei Lübbe Fantasy #20095, 1987, ISBN 3-404-20095-0.

1981
- A Gift in Parting (1981, in: Robert Asprin: Shadows of Sanctuary)
  - Deutsch: Ein Geschenk zum Abschied. In: Robert Asprin: Die Rache der Wache. Bastei Lübbe Fantasy #20095, 1987, ISBN 3-404-20095-0.
- Introduction (Shadows of Sanctuary) (1981, in: Robert Asprin: Shadows of Sanctuary)
  - Deutsch: Einleitung (Die Rache der Wache). In: Robert Asprin: Die Rache der Wache. Bastei Lübbe Fantasy #20095, 1987, ISBN 3-404-20095-0.

1982
- Introduction (Tales from the Vulgar Unicorn) (1982, in: Robert Asprin: Sanctuary)
  - Deutsch: Einleitung: Die Invasion. In: Robert Asprin und Lynn Abbey: Der Krieg der Diebe. Übersetzt von Lore Straßl and Susi Grixa. Bastei Lübbe Fantasy #20107, 1988, ISBN 3-404-20107-8.
- Epilog (1982, in: Robert Asprin: Storm Season)
- Exercise in Pain (1982, in: Robert Asprin: Storm Season)
  - Deutsch: Schmerzen und Qualen. In: Robert Asprin: Verrat in Freistatt. Übersetzt von Lore Straßl. Bastei Lübbe Fantasy #20101, 1987, ISBN 3-404-20101-9.
- Introduction (Storm Season) (1982, in: Robert Asprin: Storm Season)
  - Deutsch: Einleitung (Verrat in Freistatt). In: Robert Asprin: Verrat in Freistatt. Übersetzt von Lore Straßl. Bastei Lübbe Fantasy #20101, 1987, ISBN 3-404-20101-9.

1983
- The Art of Alliance (1983, in: Robert Asprin und Lynn Abbey: The Face of Chaos)
  - Deutsch: Wissen ist Macht. In: Robert Asprin und Lynn Abbey: Der Krieg der Diebe. Übersetzt von Lore Straßl and Susi Grixa. Bastei Lübbe Fantasy #20107, 1988, ISBN 3-404-20107-8.
- Introduction (The Face of Chaos) (1983, in: Robert Asprin und Lynn Abbey: The Face of Chaos)
  - Deutsch: Einleitung (Der Krieg der Diebe): Hakiems große Stunde. In: Robert Asprin und Lynn Abbey: Der Krieg der Diebe. Übersetzt von Lore Straßl and Susi Grixa. Bastei Lübbe Fantasy #20107, 1988, ISBN 3-404-20107-8.

1984
- A Fish Without Feathers Is Out of His Depth (1984, in: Robert Asprin und Lynn Abbey: Wings of Omen)
  - Deutsch: Ein Fisch lernt fliegen. In: Robert Asprin und Lynn Abbey: Sturm über Freistatt. Bastei Lübbe Fantasy #20122, 1989, ISBN 3-404-20122-1.
- Introduction (Wings of Omen) (1984, in: Robert Asprin und Lynn Abbey: Wings of Omen)
  - Deutsch: Der schwarze und der weiße Vogel. In: Lynn Abbey und Robert Asprin: Hexennacht. Bastei Lübbe Fantasy #20113, 1988, ISBN 3-404-20113-2.

1985
- Introduction (The Dead of Winter) (1985, in: Lynn Abbey, Robert Asprin: The Dead of Winter)
  - Deutsch: Die Schrecken des Winters. In: Lynn Abbey und Robert Asprin: Armeen der Nacht. Bastei Lübbe Fantasy #20140, 1990, ISBN 3-404-20140-X. Auch als: Der Abzug der Stiefsöhne. In: Lynn Abbey und Robert Asprin: Der Bann der Magie. Bastei Lübbe Fantasy #20179, 1992, ISBN 3-404-20179-5.
- When the Spirit Moves You (1985, in: Lynn Abbey, Robert Asprin: The Dead of Winter)
  - Deutsch: Wenn der Geist dich bewegt. In: Lynn Abbey und Robert Asprin: Die Farbe des Zaubers. Bastei Lübbe Fantasy #20149, 1990, ISBN 3-404-20149-3.
- Introduction (1985)

1986
- Introduction (Blood Ties) (1986, in: Robert Asprin und Lynn Abbey: Blood Ties)
  - Deutsch: Freistatt wohin? In: Lynn Abbey und Robert Asprin: Die Herrin der Flammen. Bastei Lübbe Fantasy #20167, 1991, ISBN 3-404-20167-1.
- No Glad in Gladiator (1986, in: Robert Asprin und Lynn Abbey: Blood Ties)
  - Deutsch: Nur Toren setzen auf Gladiatoren. In: Lynn Abbey und Robert Asprin: Die Herrin der Flammen. Bastei Lübbe Fantasy #20167, 1991, ISBN 3-404-20167-1.

1987
- The Ex-Khan (1987, in: Janet Morris (Hrsg.): Angels in Hell)
- Introduction (Aftermath) (1987, in: Robert Asprin und Lynn Abbey: Aftermath)
  - Deutsch: Der Abzug der Stiefsöhne. In: Lynn Abbey und Robert Asprin: Der Bann der Magie. Bastei Lübbe Fantasy #20179, 1992, ISBN 3-404-20179-5.
- Two Gentlemen of the Trade (Reihe Alliance-Union – Merovingen Nights, 1987, in: C. J. Cherryh (Hrsg.): Festival Moon)

1988
- A Harmless Excursion (Reihe Alliance-Union – Merovingen Nights, 1988, in: C. J. Cherryh (Hrsg.): Smugglers Gold)
- Slave Trade (1988, in: Robert Asprin und Lynn Abbey: Uneasy Alliances)
  - Deutsch: Sklavengeschäfte. In: Lynn Abbey und Robert Asprin: Die Macht der Könige. Bastei Lübbe Fantasy #20206, 1993, ISBN 3-404-20206-6.

1989
- Introduction (Stealers’ Sky) (1989, in: Lynn Abbey, Robert Asprin: Stealers’ Sky)
  - Deutsch: Werden die Wolken aufbrechen? In: Lynn Abbey und Robert Asprin: Das Versprechen des Himmels. Bastei Lübbe Fantasy #20219, 1993, ISBN 3-404-20219-8.
- To Begin Again (1989, in: Lynn Abbey, Robert Asprin: Stealers’ Sky)
  - Deutsch: Neubeginn. In: Lynn Abbey und Robert Asprin: Abschied von Freistatt. Bastei Lübbe Fantasy #20229, 1994, ISBN 3-404-20229-5.

1995
- Wanted: Guardian (1995, in: Roger Zelazny (Hrsg.): Forever After)
  - Deutsch: Wächter gesucht. In: Roger Zelazny, Robert Asprin, David Drake, Jane M. Lindskold und Michael A. Stackpole (Hrsg.): Am Ende aller Märchen. Bastei-Lübbe Fantasy #20297, 1996, ISBN 3-404-20297-X.

1996
- You Never Call (1996, in: Jody Lynn Nye: Don’t Forget Your Spacesuit, Dear)

2008
- Con Job (2008, in: Bill Fawcett (Hrsg.): Here Be Dragons: Tales of DragonCon)

2010
- The Capture (2010, in: Robert Asprin: Myth-Interpretations: The Worlds of Robert Asprin)
- From the Files of Tambu: The Incident at Zarn (2010, in: Robert Asprin: Myth-Interpretations: The Worlds of Robert Asprin)
- Gleep’s Tale (2010, in: Robert Asprin: Myth-Interpretations: The Worlds of Robert Asprin)
- The Ultimate Weapon (2010, in: Robert Asprin: Myth-Interpretations: The Worlds of Robert Asprin)

### Essays
- The Making of Thieves’ World (1979, in: Robert Asprin: Thieves’ World)
  - Deutsch: Wie es zur Diebeswelt kam. In: Robert Asprin: Die Diebe von Freistatt. Bastei Lübbe Fantasy #20089, 1986, ISBN 3-404-20089-6.
- The Lighter Side of Sanctuary (1980, in: Robert Asprin: Tales from the Vulgar Unicorn)
  - Deutsch: Die andere Seite von Freistatt. In: Robert Asprin: Zum wilden Einhorn. Bastei Lübbe Fantasy #20093, 1987, ISBN 3-404-20093-4.
- The ’Discreet Blackout’ (2003, in: Jody Lynn Nye und Robert Asprin: Myth-Told Tales)
  - Deutsch: Die „taktvolle Ausblendung“. In: Jody Lynn Nye und Robert Asprin: Ein Dämon macht Geschichten. Bastei Lübbe Science Fiction & Fantasy #20539, 2006, ISBN 3-404-20539-1. Auch als: Als Dämon brauchst du nie Kredit. Übersetzt von Frauke Meier. Bastei Lübbe Science Fiction & Fantasy #20559, 2007, ISBN 978-3-404-20559-2.
- The Myth-Adventures: The Original Proposal (2010, in: Robert Asprin: Myth-Interpretations: The Worlds of Robert Asprin)
- The Saga of the Dark Horde (2010, in: Robert Asprin: Myth-Interpretations: The Worlds of Robert Asprin)

### Spin-offs
Comics
- 1984–1986 erschien der Comic Myth Adventures in 12 Ausgaben bei Warp Graphics, gezeichnet von Phil Foglio, der auf der Dämonen-Serie basiert (nur auf Englisch)[2]
- 1987–1989 erschien Myth Conceptions (8 Ausgaben) bei Apple Comics, von Ken und Beth Mitchroney (nur auf Englisch)[3]

Brettspiel
- 1990 erschien Myth Fortunes, ein Brettspiel basierend auf der Dämonen-Serie mit Illustrationen von Phil Foglio (Einband und Spielmaterial) bei Mayfair Games (nur auf Englisch)[4]